# ملعب ميكا
ملعب ميكا هو ملعب كرة قدم يقع في يريفان، أرمينيا. بني الملعب بين عامي 2006 و2007 وافتتح في 2008. يتسع لجلوس 7،250 متفرج، ويعبتر الملعب البيتي لنادي ميكا.

## روابط خارجية
- ملعب ميكا على الموقع الرسمي للنادي